# Абрикосов, Николай Алексеевич
Николай Алексеевич Абрикосов (1850—1936) — российский предприниматель и крупный благотворитель из известного рода Абрикосовых. Учёный и общественный деятель. Купец первой гильдии, потомственный почётный гражданин (Москвы). Гласный Московской городской думы (в 1877—1880).

## Биография
Родился в многодетной — 22 ребёнка, из которых 17 выжило — семье получившего в последние годы жизни право на потомственное дворянство купца Алексея Ивановича Абрикосова и Агриппины Александровны Мусатовой (1832—1901).
Окончил физико-математический факультет МГУ. С 1884 член и затем казначей Психологического общества, созданного по инициативе философа М. М. Троицкого. Член редколлегии журнала «Вопросы философии и психологии», популярного в то время, на пике моды на психологию, в среде российской интеллигенции, который издавал совместно с братом Алексеем. Автор статей в этом журнале. Владел собственным домом в посёлке Клязьма. В 1914 пожертвовал госпиталям большое количество перевязочных средств. Одна из улиц посёлка была названа Абрикосовский парк в его честь.
В конце жизни жил в коммунальной квартире вместе с женой и нуждался. В последние годы зарабатывал переводами философов, например, Рабиндраната Тагора. Похоронен на Введенском кладбище города Москвы.

### Предпринимательская деятельность
Был соучредителем и директором Товарищества А. И. Абрикосова и сыновей (в наши дни Бабаевский кондитерский концерн). Оно было создано братьями Абрикосовыми в 1880 году после того, как те выкупили у отца фабрику в 1873 и существенно расширили производство, приобретя на Малой Красносельской улице в Москве земельный участок и выстроив там новое фабричное здание. Там же, под номером 7 был построен семейный дом Абрикосовых, который стал символом их процветания (сохранился). Одновременно Николай Алексеевич являлся директором правления другого товарищества — «Братья К. и С. Поповы».
В 1880-1890е годы Абрикосовы продавали половину всей кондитерской продукции в России. Их богато отделанные магазины располагались в нескольких местах Москвы. В 1899, ещё при жизни отца Николая, предприятие получило статус «Поставщик Двора его Императорского Величества».
Абрикосовы следили за бытом своих рабочих, которые жили в казармах при фабрике, хотя отношение к мужчинам и женщинам существенно различалось. Так, первые получали в столовой обед из трёх блюд, а вторые — лишь чашку кипятку и кусок чёрного хлеба. Для подбора кадров братья рассылали агентов по деревням, устраивая для соискателей что-то вроде дня открытых дверей в цехах, где можно было побывать и увидеть условия работы всем желающим. На рубеже веков на семью работало 2000 человек, а годовой оборот составлял более 2,5 млн рублей (в 1913 году уже 3,88 млн). Выпускалось по 400 тонн карамели, шоколада и бисквитов.
В 1918 фабрика Абрикосовых была национализирована и ей присвоено имя московского большевика П. А. Бабаева, к кондитерскому производству не имевшего никакого отношения.

### Благотворительность
В Москве Абрикосов являлся попечителем мужских начальных училищ, помогал бедным учащимся средних учебных заведений, нуждающимся ученицам первой женской гимназии, оказывал помощь Московской практической академии коммерческих наук.

## Семья
- Жена — Вера Николаевна, урождённая Кандинская (1852—1925)
  - Сын — Николай Николаевич (1872—до 1944)
  - Сын — Сергей Николаевич (1873—1940-е) — директор кондитерской фабрики товарищества «А. И. Абрикосова сыновья»
  - Дочь —  Вера Николаевна в замужестве Шилова (1875—1942), жена физхимика Н. А. Шилова
  - Сын — Хрисанф Николаевич (1877—1957) — единомышленник и корреспондент Л. Н. Толстого. Внук Илья стал известным советским геологом.
  - Дочь —   Августа Николаевна в замужестве Иноевс (1880—1967)
  - Сын — Павел Николаевич  (1888— ок. 1967)

После смерти брата Ивана воспитывал пятерых его детей, среди которых патологоанатом Алексей Иванович Абрикосов, католическая монахиня Анна Ивановна Абрикосова и дипломат Дмитрий Иванович Абрикосов.